# 샤를리즈 테론
샤를리즈 테론(Charlize Theron /ʃɑːrˈliːz ˈθɛrən/ (샬리즈 세런)[*], 1975년 8월 7일 ~ )은 남아프리카 공화국과 미국의 배우, 영화 제작자, 모델이다. 《데블스 에드버킷》 (1997년), 《마이티 조 영》 (1998년), 《사이더 하우스》 (1999년), 《이탈리안 잡》 (2003년), 《핸콕》 (2008년), 《매드 맥스: 분노의 도로》 (2015년) 등의 헐리우드 영화에 출연하였다.
연쇄살인범 에일린 워노스를 연기한 《몬스터》 (2003년)로 2004년 아카데미 여우주연상을 받았는데, 아프리카 배우로서는 첫 수상자이다. 《노스 컨츄리》에 출연하여 다시 아카데미 여우주연상 후보에 올랐다.

## 어린 시절
샤를리즈 테론은 게르다 알레타와 카를레스 테론의 외동딸이며, 남아프리카 공화국 트란스발주에 있던 베노니에서 태어났다. 제2차 보어 전쟁 시대의 인물인 대니 테론은 고조삼촌이다. 테론은 아프리카너 가족 출신이며, 혈통은 프랑스인, 독일인, 네덜란드인을 포함한다. 프랑스인 조상들은 남아프리카 공화국에서의 초기 위그노 교도 정착인이었다. 프로방스어로 성인 "테론"은 트론이란 아프리칸스어로 발음된다. 그녀는 요하네스버그 근처 베노니의 부모 농장에서 자랐다. 
그러나 알콜중독자인 아버지는 샤를리즈와 그녀의 어머니에게 상습적으로 물리적 폭력을 가했고 취해있는 동안 모녀를 위협했다. 1991년 6월 21일 두 사람에게 총을 겨누는 아버지로부터 방어하기위해 어머니가 본인 소유의 총을 뽑아 쏘아 죽이기에 이르렀다. 당시 10대 후반에 불과했던 샤를리즈 테론은 아버지가 본인과 어머니가 숨어있는 방을 향해 총을 세 차례 격발한 것과 어머니의 반격으로 사망하는 모든 과정을 지켜봐야만 했다. 다행히 어머니는 정당방위를 인정받아 처벌을 받지 않았다.
초등학교를 다니면서는 잘 적응하지 못했다. 13살에 기숙학교에 들어갔고 요하네스버그의 국립 예술 학교에서 공부를 시작했다. 영어가 유창하지만 모어는 아프리칸스다.

## 사생활
2007년 남아프리카 시민권을 가진 채로, 미국으로 귀화하였다.
테론은 두 명의 자녀가 있는데 모두 입양아이다. 2012년 3월 잭슨이란 남자아이를 입양하였고, 2015년 5월에는 오거스트라는 여자아이를 입양하였다. 현재는 로스앤젤레스에 거주한다. 2019년에 첫째가 트랜스여성이며 딸로 받아들였다고 공개했다.

## 작품 목록

### 영화
| 연도 | 제목                               | 원제                                        | 배역                         | 비고           |
| ---- | ---------------------------------- | ------------------------------------------- | ---------------------------- | -------------- |
| 1995 | 일리언 3                           | Children of the Corn III: Urban Harvest     | 일라이의 추종자              |                |
| 1996 | 밸리에서의 이틀                    | 2 Days in the Valley                        | 헬가 스벨겐                  |                |
| 1996 | 댓 씽 유 두                        | That Thing You Do!                          | 티나 파워스                  |                |
| 1997 | 트라이                             | Trial and Error                             | 빌리 타일러                  |                |
| 1997 | 데블스 에드버킷                    | The Devil's Advocate                        | 메리 앤 로맥스               |                |
| 1997 | 더티 게임                          | Hollywood Confidential                      | 샐리 보언                    | TV 영화        |
| 1998 | 셀러브리티                         | Celebrity                                   | 슈퍼모델                     |                |
| 1998 | 마이티 조 영                       | Mighty Joe Young                            | 질 영                        |                |
| 1999 | 애스트로넛                         | The Astronaut's Wife                        | 질리언 아머코스트            |                |
| 1999 | 사이더 하우스                      | The Cider House Rules                       | 캔디 켄들                    |                |
| 2000 | 레인디어 게임                      | Reindeer Games                              | 애슐리 머서                  |                |
| 2000 | 더 야드                            | The Yards                                   | 에리카 스톨츠                |                |
| 2000 | 맨 오브 오너                       | Men of Honor                                | 그웬 선데이                  |                |
| 2000 | 베가 번스의 전설                   | The Legend of Bagger Vance                  | 아델 인버고든                |                |
| 2001 | 스위트 노벰버                      | Sweet November                              | 세라 디버                    |                |
| 2001 | 15분                               | 15 Minutes                                  | 로즈 헌                      |                |
| 2001 | 제이드 스콜피온의 저주             | The Curse of the Jade Scorpion              | 로라 켄징턴                  |                |
| 2002 | 트랩트                             | Trapped                                     | 캐런 제닝스                  |                |
| 2002 | 리노의 하룻밤                      | Waking Up in Reno                           | 캔디 커큰돌                  |                |
| 2003 | 이탈리안 잡                        | The Italian Job                             | 스텔라 브리저                |                |
| 2003 | 몬스터                             | Monster                                     | 에일린 워노스                | 제작을 겸함    |
| 2004 | 러브 인 클라우즈                   | Head in the Clouds                          | 길다 베세이                  |                |
| 2004 | 피터 셀러스의 삶과 죽음            | The Life and Death of Peter Sellers         | 브릿 에클런드                | TV 영화        |
| 2005 | 노스 컨츄리                        | North Country                               | 조시 에임스                  |                |
| 2005 | 이온 플럭스                        | Æon Flux                                    | 이온 플럭스                  |                |
| 2006 | 이스트 오브 하바나                 | East of Havana                              |                              | 제작ㅌ         |
| 2007 | 엘라의 계곡                        | In the Valley of Elah                       | 에밀리 샌더스 형사           |                |
| 2007 | 배틀 인 시애틀                     | Battle in Seattle                           | 엘라                         |                |
| 2008 | 슬랩워킹                           | Sleepwalking                                | 졸린 리디                    | 제작을 겸함    |
| 2008 | 핸콕                               | Hancock                                     | 메리 엠브리                  |                |
| 2008 | 욕망의 대지                        | The Burning Plain                           | 실비아                       |                |
| 2009 | 더 로드                            | The Road                                    | 아내                         |                |
| 2009 | 아스트로 보이: 아톰의 귀환         | Astro Boy                                   | 내레이션                     |                |
| 2011 | 영 어덜트                          | Young Adult                                 | 메이비스 게리                |                |
| 2012 | 스노우 화이트 앤 더 헌츠맨         | Snow White and the Huntsman                 | 라벤나 여왕                  |                |
| 2012 | 프로메테우스                       | Prometheus                                  | 메러디스 비커스              |                |
| 2014 | 밀리언 웨이즈                      | A Million Ways to Die in the West           | 애나                         |                |
| 2015 | 다크 플레이스                      | Dark Places                                 | 리비 데이                    | 제작을 겸함    |
| 2015 | 매드 맥스: 분노의 도로             | Mad Max: Fury Road                          | 임페라토르 퓨리오사          |                |
| 2016 | 헌츠맨: 윈터스 워                  | The Huntsman: Winter's War                  | 라벤나 여왕                  |                |
| 2016 | 라스트 페이스                      | The Last Face                               | 렌 피터슨                    |                |
| 2016 | 쿠보와 전설의 악기                 | Kubo and the Two Strings                    | 원숭이 (목소리 출연)         |                |
| 2016 | 브레인 온 파이어                   | Brain on Fire                               |                              | 제작           |
| 2017 | 아토믹 블론드                      | Atomic Blonde                               | 로레인 브로튼                | 제작을 겸함    |
| 2017 | 분노의 질주: 더 익스트림           | The Fate of the Furious                     | 사이퍼                       |                |
| 2018 | 툴리                               | Tully                                       | 말로 모로                    | 제작을 겸함    |
| 2018 | 그링고                             | Gringo                                      | 일레인 마킨슨                | 제작을 겸함    |
| 2018 | 프라이빗 워                        | A Private War                               |                              | 제작           |
| 2019 | 롱 샷                              | Long Shot                                   | 샬롯 필드                    | 제작을 겸함    |
| 2019 | 머더 미스터리                      | Murder Mystery                              |                              | 기획           |
| 2019 | 아담스 패밀리                      | The Addams Family                           | 모티샤 아담스 (목소리 출연)  |                |
| 2019 | 밤쉘: 세상을 바꾼 폭탄선언         | Bombshell                                   | 메긴 켈리                    | 제작을 겸함    |
| 2020 | 올드 가드                          | The Old Guard                               | 앤디 / 스키타이의 안드로마케 | 제작을 겸함    |
| 2021 | 분노의 질주: 더 얼티메이트         | F9                                          | 사이퍼                       |                |
| 2021 | 아담스 패밀리 2                    | The Addams Family 2                         | 모티시아                     | 애니메이션     |
| 2022 | 닥터 스트레인지: 대혼돈의 멀티버스 | Doctor Strange in the Multiverse of Madness | 클레아                       | 쿠키 영상 출연 |
| 2022 | 선과 악의 학교                     | The School for Good and Evil                | 레이디 레소                  |                |
| 2023 | 분노의 질주: 라이드 오어 다이      | Fast X                                      | 사이퍼                       |                |
| 2026 | 오디세이                           | The Odyssey                                 |                              |                |

### 텔레비전
| 제목                       | 연도   | 역할                                   | 채널        | 비고                                  | 참고  |
| -------------------------- | ------ | -------------------------------------- | ----------- | ------------------------------------- | ----- |
| 《새터데이 나이트 라이브》 | 2000년 | 호스트                                 | NBC         | 에피소드: "샤를리즈 테론 / 폴 사이먼" | [ 7 ] |
| 《못말리는 패밀리》        | 2005년 | 리타 리즈                              | FOX         | 5개 에피소드                          |       |
| 《로봇 치킨》              | 2006년 | 다니엘의 엄마 / 엄마 / 여종업원 (성우) | 어덜트 스윔 | 〈Book of Corrine〉 에피소드          |       |

## 수상 경력
- 2000년 밤비 어워드 슈팅스타상
- 2003년 제16회 시카고비평가협회상 여우주연상
- 2003년 제8회 새틀라이트시상식 드라마부문 여우주연상
- 2003년 어워즈 씨어큐트 커뮤니티 어워즈 여우주연상
- 2003년 유타비평가협회상 여우주연상
- 2004년 인터네셔널 온라인 필름 크리틱스 폴 어워즈 여우주연상
- 2004년 제75회 미국비평가협회상 신인여우상
- 2004년 제38회 전미비평가협회상 여우주연상
- 2004년 달라스-포트워스비평가협회상 여우주연상
- 2004년 뉴욕온라인비평가협회상 여우주연상
- 2004년 센트럴오하이오비평가협회상 여우주연상
- 2004년 제54회 베를린국제영화제 은곰부문 여자연기자상
- 2004년 제19회 인디펜던트스피릿어워드 여우주연상
- 2004년 제61회 골든글로브시상식 드라마부문 여우주연상
- 2004년 라스베가스비평가협회상 여우주연상
- 2004년 제10회 미국배우조합상 영화부문 여우주연상
- 2004년 제9회 크리틱스초이스 여우주연상
- 2004년 벤쿠버비평가협회상 여우주연상
- 2004년 샌프란시스코비평가협회상 여우주연상
- 2004년 제76회 아카데미시상식 여우주연상
- 2005년 이탈리안온라인무비어워즈 여우주연상
- 2005년 온라인필름&텔레비전협회상 TV코미디부문 게스트여자배우상
- 2005년 제9회 헐리우드영화제 올해의 여자배우상
- 2006년 여성비평가협회상 영화부문 가장좋은 여성이미지상
- 2006년 여성비평가협회상 여우주연상
- 2006년 제41회 골든카메라시상식 최우수해외여자배우상
- 2008년 헤이스티 씨어트리컬 올해의 여성상
- 2011년 제22회 팜스프링스국제영화제 체어맨 뱅가드상
- 2012년 제14회 틴 초이스 어워즈 초이스 무비 히시핏상
- 2013년 신 유포리아 어워즈 여우조연상
- 2015년 캔자스시티비평가협회상 여우주연상
- 2015년 여성영화비평가협회상 액션영화 여자배우상
- 2016년 제21회 크리틱스초이스어워즈 액션영화부문 여우주연상
- 2016년 제25회 MTV 영화제 최고의 여자배우상
- 2016년 제42회 새턴어워즈 최우수여우주연상